# Јунион Сити (Тенеси)
Јунион Сити (енгл. Union City) град је у америчкој савезној држави Тенеси.

## Демографија
По попису из 2010. године број становника је 10.895, што је 19 (0,2%) становника више него 2000. године.
| Група             | 2000.         | 2010.         |
| Белци             | 8.038 (73,9%) | 7.543 (69,2%) |
| Афроамериканци    | 2.316 (21,3%) | 2.583 (23,7%) |
| Азијати           | 31 (0,3%)     | 44 (0,4%)     |
| Хиспаноамериканци | 371 (3,4%)    | 563 (5,2%)    |
| Укупно            | 10.876        | 10.895        |